# Tournoi d'ouverture du championnat du Guatemala de football 1999
Navigation
Saison précédente Saison suivante
Le Tournoi Apertura 1999 est le premier tournoi saisonnier disputé au Guatemala.
C'est cependant la 48e fois que le titre de champion du Guatemala est remis en jeu.
Lors de ce tournoi, le CSD Comunicaciones a conservé son titre de champion du Guatemala face aux onze meilleurs clubs guatémaltèques.
Chacun des douze clubs participant était confronté deux fois aux onze autres équipes. Puis les huit meilleurs se sont affrontés lors d'une phase finale à la fin du tournoi.
Seulement une place était qualificative pour la Copa Interclubes UNCAF.

## Les 12 clubs participants
| \| Guatemala: Aurora FC CSD Comunicaciones CSD Municipal Universidad SC Antigua GFC Guatemala Deportivo Carchá Cobán Imperial Guatemala Juventud Escuintleca Guatemala CSD Sacachispas \ Santa Lucía Deportivo Suchitepéquez Guatemala Deportivo Zacapa \| Localisation des clubs. |
| Guatemala: Aurora FC CSD Comunicaciones CSD Municipal Universidad SC Antigua GFC Guatemala Deportivo Carchá Cobán Imperial Guatemala Juventud Escuintleca Guatemala CSD Sacachispas \ Santa Lucía Deportivo Suchitepéquez Guatemala Deportivo Zacapa                               |

Ce tableau présente les douze équipes qualifiées pour disputer le championnat 1999-2000. On y trouve le nom des clubs, le nom des stades dans lesquels ils évoluent ainsi que la capacité et la localisation de ces derniers.
| Club                    | Stade                        | Capacité          | Ville                     |
| Antigua GFC             | Stade Pensativo              | 10 000            | Antigua Guatemala         |
| Aurora FC               | Stade de l'Ejército          | 13 300            | Guatemala City            |
| Deportivo Carchá (en)   | Stade Juan Ramon Ponce Guay  | 8 114             | San Pedro Carchá          |
| Cobán Imperial          | Stade Verapaz                | 15 000            | Cobán                     |
| CSD Comunicaciones      | Stade Mateo Flores           | 30 000            | Guatemala City            |
| Juventud Escuintleca    | Stade Ricardo Muñoz Gálvez   | 3 000             | Escuintla                 |
| CSD Municipal           | Stade Mateo Flores           | 30 000            | Guatemala City            |
| CSD Sacachispas (en)    | Stade Las Victorias          | 9 000             | Chiquimula                |
| Santa Lucía             | Stade inconnu                | Capacité inconnue | Santa Lucía Cotzumalguapa |
| Deportivo Suchitepéquez | Stade Carlos Salazar Hijo    | 12 000            | Mazatenango               |
| Universidad SC          | Stade de la Revolución       | 5 000             | Guatemala City            |
| Deportivo Zacapa        | Stade David Ordoñez Bardales | 10 000            | Zacapa                    |

## Compétition
Le tournoi Apertura est la première édition de la compétition sous cette forme, elle se déroule en deux phases :
- La phase de qualification : les vingt-deux journées de championnat.
- La phase finale : les matchs aller-retour allant des quarts de finale à la finale.

### Phase de qualification
Lors de la phase de qualification les douze équipes affrontent à deux reprises les onze autres équipes selon un calendrier tiré aléatoirement.
Les huit meilleures équipes sont qualifiées pour les quarts de finale.
Le classement est établi sur le barème de points classique (victoire à 3 points, match nul à 1, défaite à 0).
Le départage final se fait selon les critères suivants :
- Le nombre de points.
- La différence de buts générale.
- Le nombre de buts marqué.

#### Classement
| Rang | Équipe                  | Pts | J  | G  | N | P  | Bp | Bc | Diff |
| ---- | ----------------------- | --- | -- | -- | - | -- | -- | -- | ---- |
| 1    | CSD Municipal           | 48  | 22 | 14 | 6 | 2  | 60 | 16 | +44  |
| 2    | CSD Comunicaciones T    | 44  | 22 | 14 | 2 | 6  | 43 | 20 | +23  |
| 3    | Aurora FC               | 39  | 22 | 11 | 6 | 5  | 39 | 25 | +14  |
| 4    | Antigua GFC P           | 36  | 22 | 9  | 9 | 4  | 29 | 26 | +3   |
| 5    | Universidad SC          | 33  | 22 | 9  | 6 | 7  | 37 | 32 | +5   |
| 6    | Cobán Imperial          | 29  | 22 | 7  | 8 | 7  | 27 | 27 | 0    |
| 7    | CSD Sacachispas (en)    | 27  | 22 | 7  | 6 | 9  | 21 | 35 | -14  |
| 8    | Deportivo Carchá (en)   | 26  | 22 | 6  | 8 | 8  | 29 | 26 | +3   |
| 9    | Santa Lucía             | 26  | 22 | 7  | 5 | 10 | 23 | 33 | -10  |
| 10   | Juventud Escuintleca    | 22  | 22 | 6  | 4 | 12 | 22 | 42 | -20  |
| 11   | Deportivo Zacapa        | 16  | 22 | 3  | 7 | 12 | 18 | 42 | -24  |
| 12   | Deportivo Suchitepéquez | 14  | 22 | 3  | 5 | 14 | 19 | 43 | -24  |

| Légende : Qualifications et relégations | Légende : Qualifications et relégations          |
| --------------------------------------- | ------------------------------------------------ |
|                                         | Qualifié pour les quarts de finale               |
|                                         | T Tenant du titre P Promu de la saison 1998-1999 |

#### Matchs
| Résultats (▼dom., ►ext.)                                   | Ant | Aur | Car | Cob | Com | Esc | Mun | Sac | San | Suc | Uni | Zac |
| Antigua GFC                                                |     | 1-1 | 1-0 | 1-1 | 1-0 | 2-0 | 1-1 | 2-1 | 0-0 | 2-1 | 0-0 | 3-0 |
| Aurora FC                                                  | 5-1 |     | 4-1 | 1-0 | 0-2 | 2-0 | 1-1 | 2-0 | 1-2 | 1-0 | 2-0 | 4-0 |
| Deportivo Carchá (en)                                      | 1-3 | 1-1 |     | 1-1 | 0-2 | 3-0 | 2-2 | 4-1 | 5-0 | 3-1 | 3-0 | 1-1 |
| Cobán Imperial                                             | 0-0 | 1-1 | 2-0 |     | 1-2 | 1-0 | 1-4 | 3-0 | 0-1 | 2-1 | 1-1 | 2-2 |
| CSD Comunicaciones                                         | 6-0 | 2-3 | 1-0 | 4-1 |     | 3-1 | 0-0 | 0-1 | 3-0 | 2-1 | 2-3 | 2-0 |
| Juventud Escuintleca                                       | 0-3 | 2-3 | 1-0 | 2-0 | 2-3 |     | 0-5 | 1-0 | 1-0 | 2-0 | 3-4 | 1-0 |
| CSD Municipal                                              | 2-1 | 3-0 | 1-1 | 0-1 | 2-0 | 6-0 |     | 4-1 | 3-1 | 5-0 | 0-1 | 0-0 |
| CSD Sacachispas (en)                                       | 0-0 | 2-2 | 0-0 | 3-0 | 1-2 | 2-2 | 0-3 |     | 1-1 | 1-0 | 1-0 | 1-0 |
| Santa Lucía                                                | 1-1 | 3-2 | 2-0 | 1-2 | 0-2 | 0-0 | 1-3 | 0-2 |     | 2-0 | 0-1 | 1-2 |
| Deportivo Suchitepéquez                                    | 2-1 | 0-0 | 1-1 | 2-2 | 1-0 | 2-2 | 1-6 | 0-2 | 3-4 |     | 0-0 | 2-1 |
| Universidad SC                                             | 3-4 | 3-0 | 1-1 | 2-2 | 1-4 | 2-1 | 1-3 | 8-3 | 0-0 | 2-0 |     | 4-1 |
| Deportivo Zacapa                                           | 1-1 | 0-3 | 0-1 | 1-3 | 1-1 | 1-1 | 2-6 | 1-1 | 1-3 | 2-1 | 1-0 |     |
| - Victoire à domicile - Match nul - Victoire à l'extérieur |     |     |     |     |     |     |     |     |     |     |     |     |

### La phase finale
Les huit équipes qualifiées sont réparties dans le tableau final d'après leur classement général.
En cas d'égalité sur la somme des deux matchs, c'est l'équipe ayant marqué le plus de buts à extérieur qui l'emporte puis une prolongation et une séance de tirs au but ont éventuellement lieu.

#### Tableau
|  |                       |                    |                |               |                    |     |   |            |            |            |            |               |     |   |        |        |        |        |        |  |  |
|  | 1/4 de finale         | 1/4 de finale      | 1/4 de finale  | 1/4 de finale | 1/4 de finale      |     |   | 1/2 finale | 1/2 finale | 1/2 finale | 1/2 finale | 1/2 finale    |     |   | Finale | Finale | Finale | Finale | Finale |  |  |
|  |                       |                    |                |               |                    |     |   |            |            |            |            |               |     |   |        |        |        |        |        |  |  |
|  |                       |                    |                |               |                    |     |   |            |            |            |            |               |     |   |        |        |        |        |        |  |  |
|  | CSD Municipal         | (1)                | 0              | 3             |                    |     |   |            |            |            |            |               |     |   |        |        |        |        |        |  |  |
|  | CSD Municipal         | (1)                | 0              | 3             |                    |     |   |            |            |            |            |               |     |   |        |        |        |        |        |  |  |
|  | Deportivo Carchá (en) | (8)                | 1              | 1             |                    |     |   |            |            |            |            |               |     |   |        |        |        |        |        |  |  |
|  | Deportivo Carchá (en) | (8)                | 1              | 1             | CSD Municipal      | (1) | 1 | 3          |            |            |            |               |     |   |        |        |        |        |        |  |  |
|  |                       |                    |                |               |                    | (1) | 1 | 3          |            |            |            |               |     |   |        |        |        |        |        |  |  |
|  |                       |                    | Cobán Imperial | (6)           | 2                  | 1   |   |            |            |            |            |               |     |   |        |        |        |        |        |  |  |
|  | Aurora FC             | (3)                | Cobán Imperial | (6)           | 2                  | 1   | 0 | 2          |            |            |            |               |     |   |        |        |        |        |        |  |  |
|  | Aurora FC             | (3)                |                |               |                    |     |   |            |            |            |            |               |     |   |        |        |        |        |        |  |  |
|  | Cobán Imperial        | (6)                | 0              | 3             |                    |     |   |            |            |            |            |               |     |   |        |        |        |        |        |  |  |
|  | Cobán Imperial        | (6)                | 0              | 3             |                    |     |   |            |            |            |            | CSD Municipal | (1) | 1 | 1      |        |        |        |        |  |  |
|  |                       |                    |                |               |                    |     |   |            |            |            |            | CSD Municipal | (1) | 1 | 1      |        |        |        |        |  |  |
|  |                       | CSD Comunicaciones | (2)            | 1             | 2                  |     |   |            |            |            |            |               |     |   |        |        |        |        |        |  |  |
|  | CSD Comunicaciones    | CSD Comunicaciones | (2)            | 1             | 2                  | (2) | 1 | 3          |            |            |            |               |     |   |        |        |        |        |        |  |  |
|  | CSD Comunicaciones    |                    |                |               |                    |     | 1 | 3          |            |            |            |               |     |   |        |        |        |        |        |  |  |
|  | CSD Sacachispas (en)  | (7)                | 1              | 1             |                    |     |   |            |            |            |            |               |     |   |        |        |        |        |        |  |  |
|  | CSD Sacachispas (en)  | (7)                | 1              | 1             | CSD Comunicaciones | (2) | 1 | 3          |            |            |            |               |     |   |        |        |        |        |        |  |  |
|  |                       |                    |                |               |                    | (2) | 1 | 3          |            |            |            |               |     |   |        |        |        |        |        |  |  |
|  |                       |                    | Universidad SC | (5)           | 0                  | 1   |   |            |            |            |            |               |     |   |        |        |        |        |        |  |  |
|  | Antigua GFC           | (4)                | Universidad SC | (5)           | 0                  | 1   |   |            |            |            |            |               |     |   |        |        |        |        |        |  |  |
|  | Antigua GFC           | (4)                |                |               |                    |     |   |            |            |            |            |               |     |   |        |        |        |        |        |  |  |
|  | Universidad SC        | (5)                |                |               |                    |     |   |            |            |            |            |               |     |   |        |        |        |        |        |  |  |
|  | Universidad SC        | (5)                |                |               |                    |     |   |            |            |            |            |               |     |   |        |        |        |        |        |  |  |

#### Quarts de finale
| Club               | Aller | Retour | Club                  | Commentaire |
| CSD Municipal      | 0-1   | 3-1    | Deportivo Carchá (en) |             |
| Aurora FC          | 0-0   | 2-3    | Cobán Imperial        |             |
| CSD Comunicaciones | 1-1   | 3-1    | CSD Sacachispas (en)  |             |
| Antigua GFC        | 0-0   | 1-1    | Universidad SC        |             |

#### Demi-finales
| Club               | Aller | Retour | Club           | Commentaire |
| CSD Municipal      | 1-2   | 3-1    | Cobán Imperial |             |
| CSD Comunicaciones | 1-0   | 3-1    | Universidad SC |             |

#### Finale
| Match aller      | CSD Comunicaciones | 1:1 | CSD Municipal  | Stade Mateo Flores |  |
| 14 décembre 1999 | Buteur inconnu     |     | Buteur inconnu |                    |  |

| Match retour     | CSD Municipal  | 1:2 | CSD Comunicaciones | Stade Mateo Flores |  |
| 18 décembre 1999 | Buteur inconnu |     | Buteurs inconnus   |                    |  |

## Bilan du tournoi
| Tournoi d'ouverture du championnat de football du Guatemala 1999 |                    |
| Champion                                                         | CSD Comunicaciones |
| Dauphin                                                          | CSD Municipal      |
| Qualifications continentales                                     |                    |
| Copa Interclubes UNCAF 2000 (en) (Phase de groupes)              | CSD Comunicaciones |